# Rois (Bergondo)
Rois o Santa Marina de Rois (llamada oficialmente Santa Mariña de Rois) es una parroquia y aldea española del municipio de Bergondo, en la provincia de La Coruña, Galicia.

## Entidades de población
Entidades de población que forman parte de la parroquia:
- Peteiro
- Rois

## Demografía

### Parroquia
| Gráfica de evolución demográfica de Rois (parroquia) entre 2000 y 2018 |
|                                                                        |
| Datos según el nomenclátor publicado por el INE.                       |

### Aldea
| Gráfica de evolución demográfica de Rois (aldea) entre 2000 y 2018 |
|                                                                    |
| Datos según el nomenclátor publicado por el INE.                   |